# Краснопрудная улица
Краснопру́дная у́лица — улица в центре Москвы между Комсомольской площадью и Русаковской улицей, одна из важнейших магистралей Красносельского района.

## Происхождение названия и история

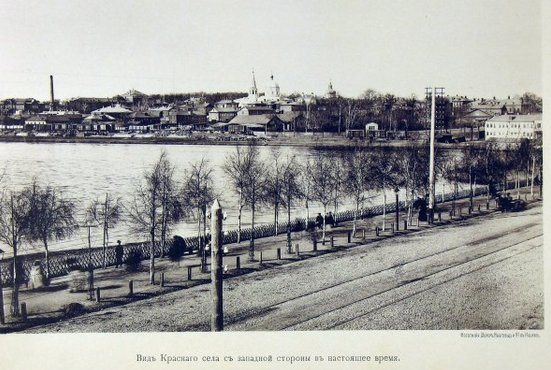
Красный пруд и Красное село в конце XIX века

Краснопрудная улица названа так потому, что проходила у Красного пруда, который находился между нынешним Ярославским вокзалом, Краснопрудной и Верхней Красносельской улицами, в пойме реки Чечёры.
С появлением Петербургской, а затем Северной железной дороги понадобилась земля для нужд железнодорожного хозяйства и пруд начали засыпать. Красный пруд был окончательно засыпан в 1910 году.

## Описание
Краснопрудная улица является частью главной радиальной магистрали Красносельского района: проспект Академика Сахарова — улица Маши Порываевой — Комсомольская площадь — Краснопрудная улица — Русаковская улица.
Улица начинается как продолжение Комсомольской площади, проходит на северо-восток, справа от неё отходят Краснопрудный и Давыдовский переулки, затем она пересекает Верхнюю (слева) и Нижнюю (справа) Красносельские улицы и за Русаковской эстакадой Третьего транспортного кольца переходит в Русаковскую улицу.

## Примечательные здания и сооружения
По нечётной стороне
- № 9а — электродепо «Северное» Московского метрополитена.
- № 19 — жилой дом (1878, перестроен архитектором П. С. Чижиковым)

По чётной стороне

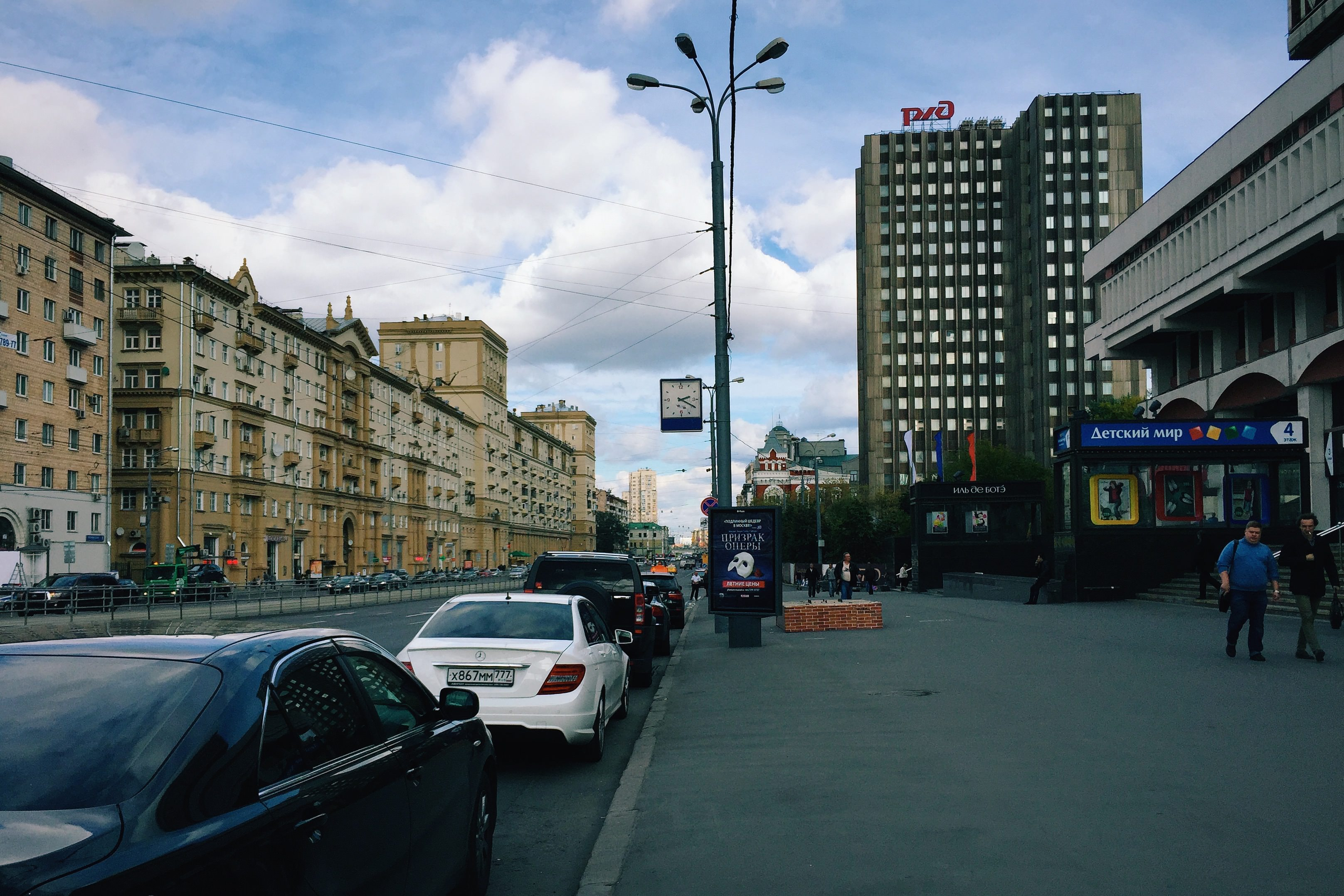
Западный конец Краснопрудной улицы

- Западный конец Краснопрудной улицы№ 16, стр. 1 — Краснопрудная электрическая подстанция городских железных дорог (трамвая) (1904, архитекторы М. К. Геппенер и А. Ф. Мейснер; 1907, архитектор Н. Н. Благовещенский)
- № 20 — здание 1908—1911 гг., филиал ОАО «РЖД» — «Московская железная дорога».
- № 22-24 — жилой «Дом ударника НКПС» (1932—1937, архитекторы И. А. Фомин, З. М. Розенфельд)[3][4]. Согласно базе данных правозащитного общества «Мемориал» 16 жителей этого дома были расстреляны органами НКВД СССР в годы сталинских репрессий[5]. Поскольку дом был ведомственным, большинство из погибших работали в системе Наркомата путей сообщения, некоторые в разное время служили на КВЖД в Северном Китае. 20 декабря 2015 года 13-ти из них были установлены мемориальные знаки[6].
- № 26/1 — жилой дом Центрального управления делами НКПС (1935—1937, архитекторы И. Е. Рожин, Ю. В. Мухаринский)[7]
- № 36 — жилой дом (1936). В рамках гражданской инициативы «Последний адрес» на доме установлены мемориальные знаки с именами немецкой актрисы Каролы Неер и её мужа инженера Анатоля Беккера[8], погибших в годы сталинских репрессий. В базе данных правозащитного общества «Мемориал» есть имена 3-х жильцов этого дома, расстрелянных органами НКВД СССР в годы террора[5]. Число погибших в лагерях ГУЛАГа не установлено.